# Вождоромка
Вождоромка — река в Архангельской области России, протекает по территории Приморского района.
Вытекает из озера Большое Прудовое. Устье реки находится в 99 км по правому берегу реки Северная Двина. Длина реки составляет 23 км. В 2 км от устья, по правому берегу реки впадает река Спасска.

## Данные водного реестра
По данным государственного водного реестра России относится к Двинско-Печорскому бассейновому округу, водохозяйственный участок реки — Северная Двина от впадения реки Вага и до устья, без реки Пинега, речной подбассейн реки — Северная Двина ниже места слияния Вычегды и Малой Северной Двины. Речной бассейн реки — Северная Двина.
Код объекта в государственном водном реестре — 03020300412103000039197.

### Топографические карты
- Топографическая карта. К югу от Архангельска — 1: 100 000. topmap.narod.ru. Дата обращения: 5 декабря 2024.
- Лист карты Q-37-131,132 п  Боброво. Масштаб: 1 : 100 000. Состояние местности на 1983 год. Издание 1987 г.